# Augustodunum

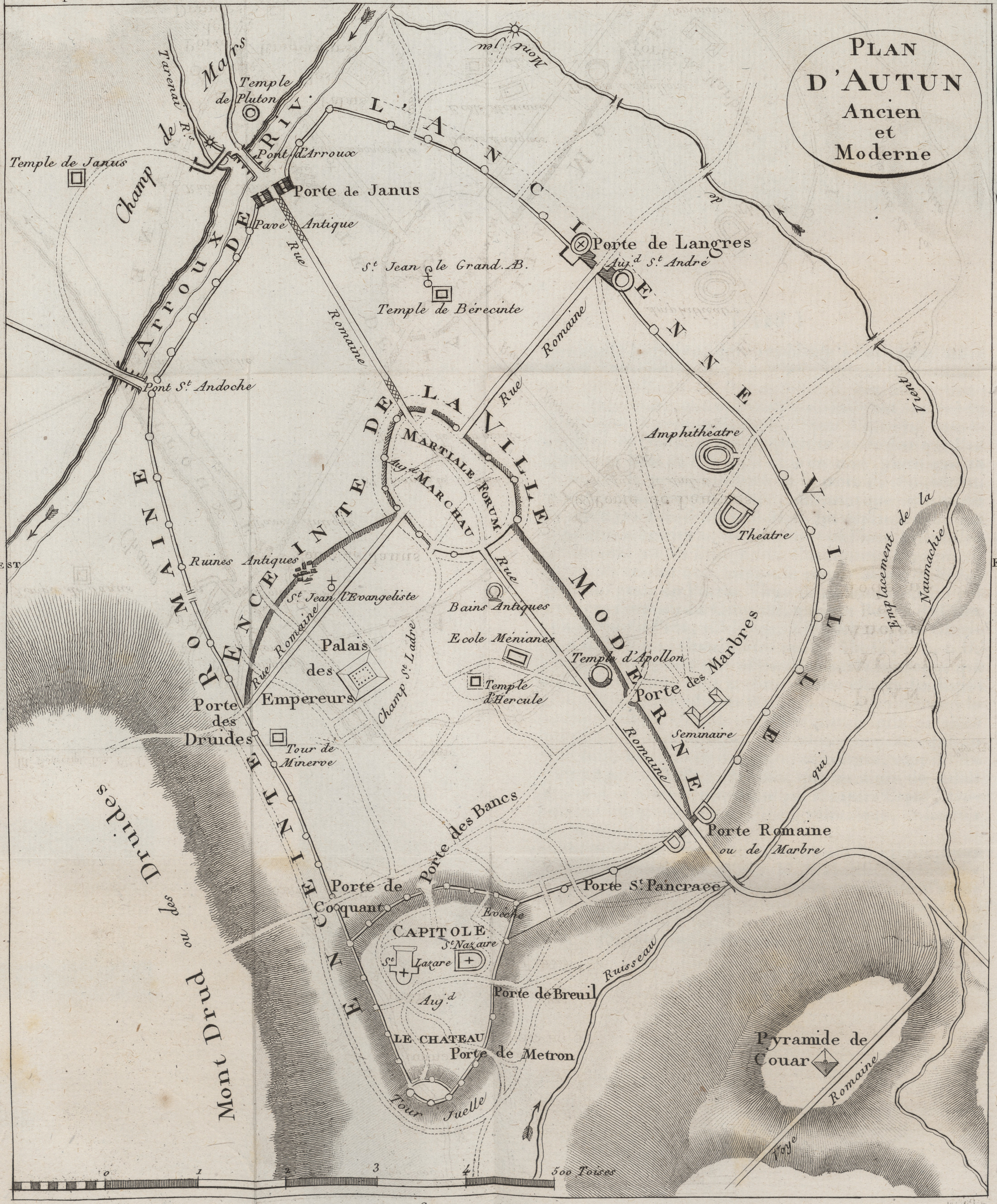
Augustodunum – Plan der Römerstadt

Augustodunum ist der latinisierte keltische Name der um das Jahr 15 v. Chr. gegründeten antiken Stadt Autun, gebildet aus Augustus, dem Namen des ersten römischen Kaisers, und dem keltischen Wort -dun („Lager“, „Festung“, „Burg“).

## Lage
Augustodunum lag am Fluss Atevaros (Arroux) am Hang eines etwa 90 m hohen Hügels und teilte sich somit auf in eine Unterstadt und eine Oberstadt.

## Geschichte

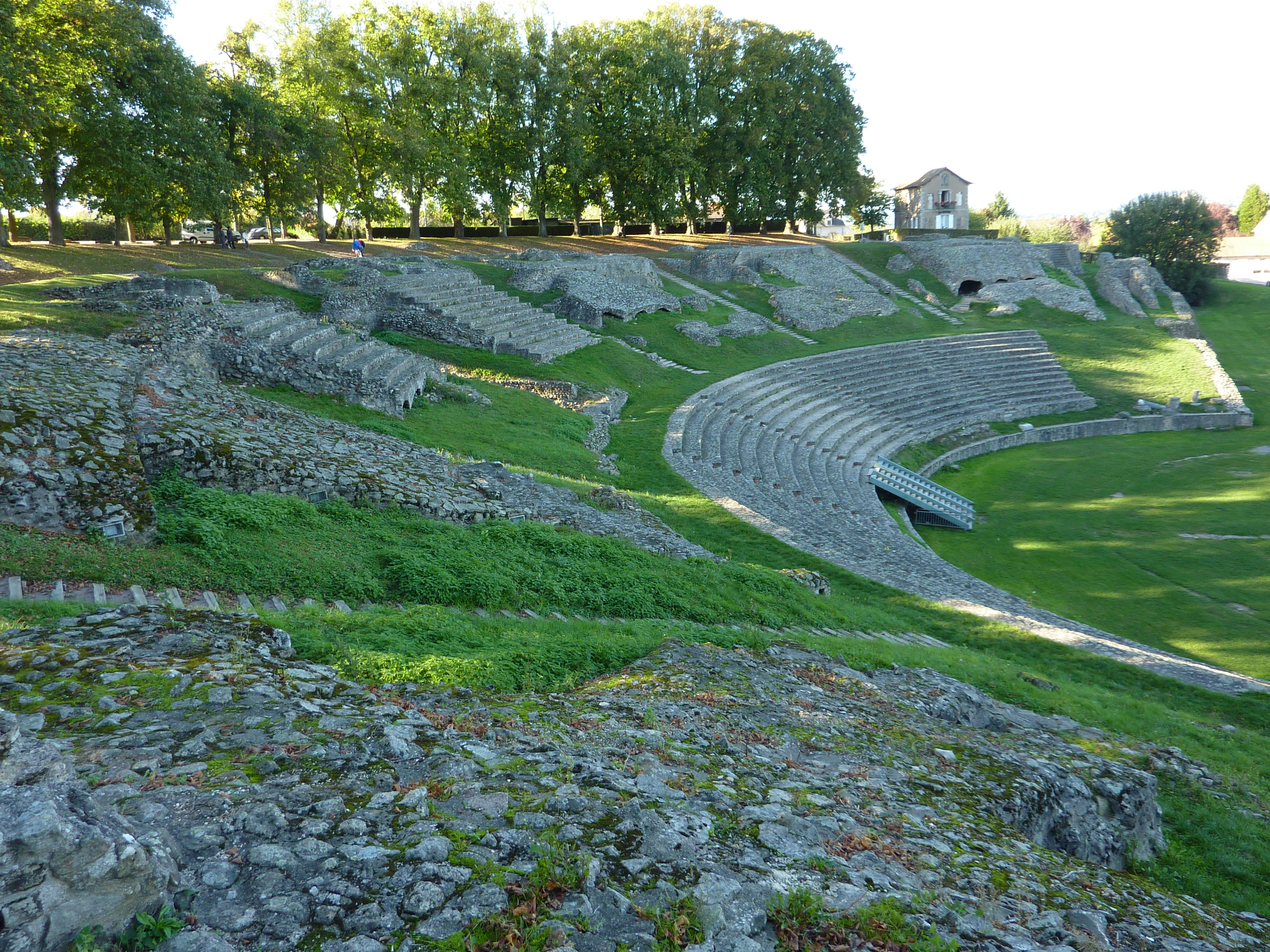
Römisches Theater

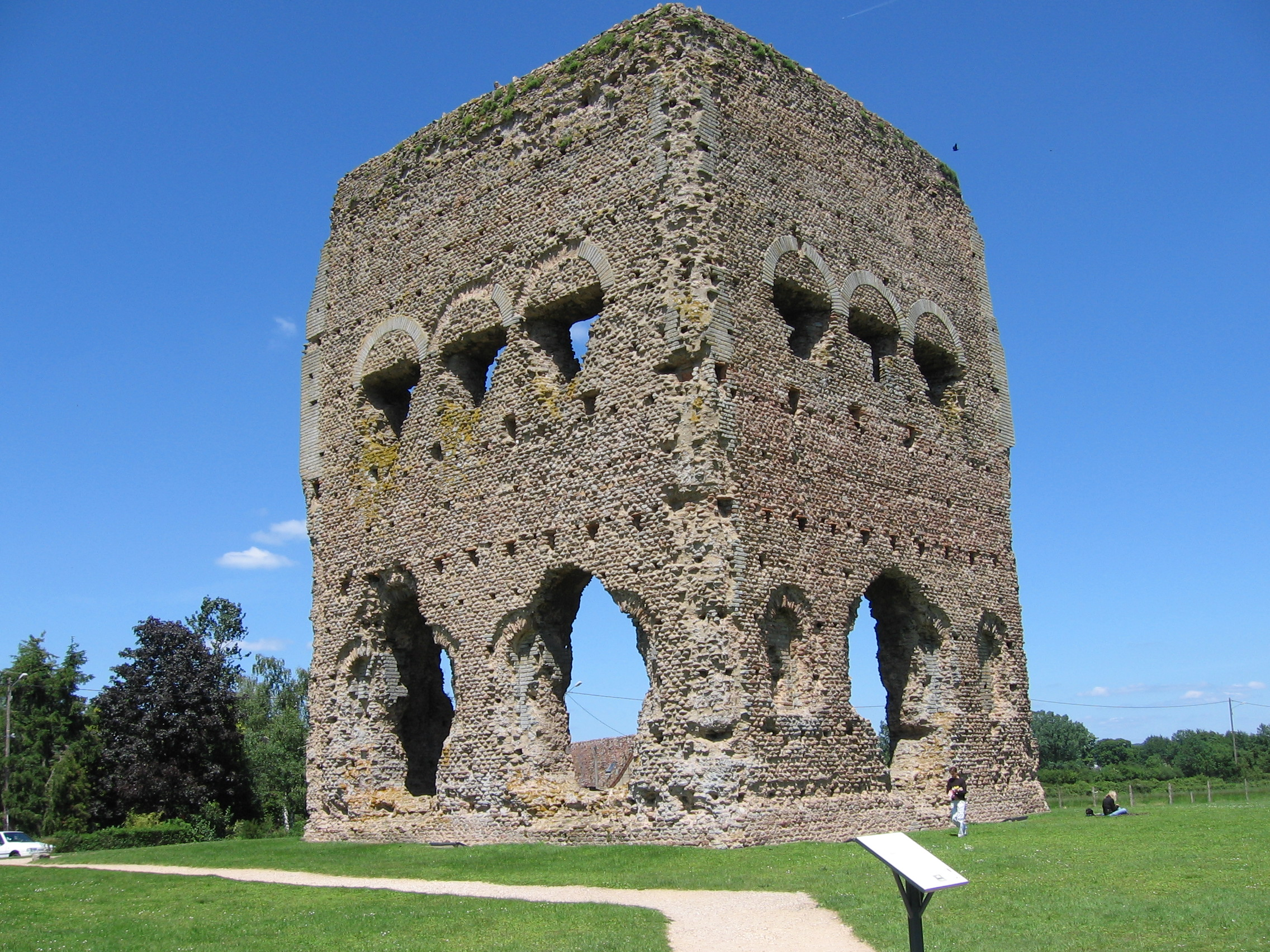
Janustempel

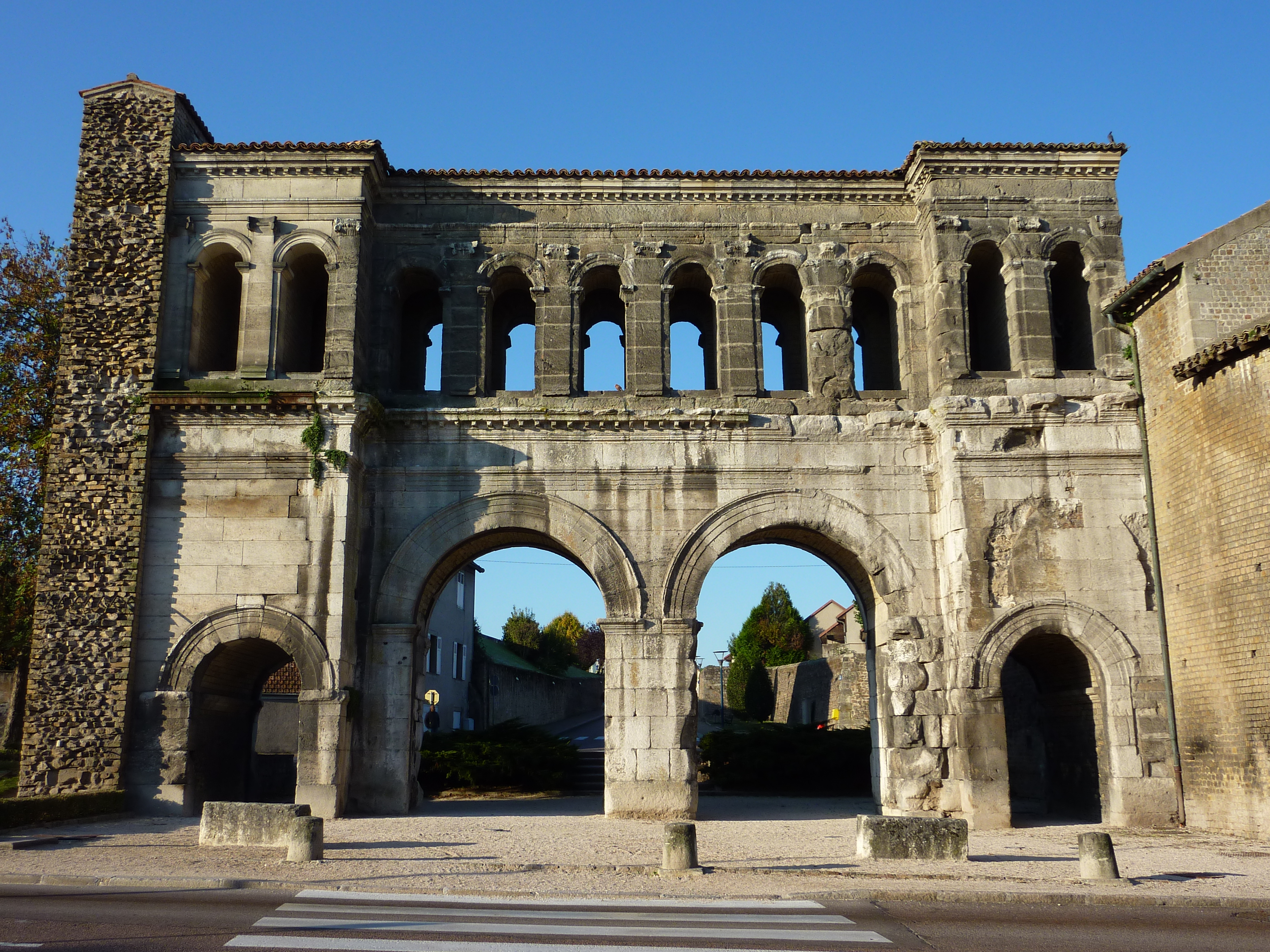
Porte Saint-André

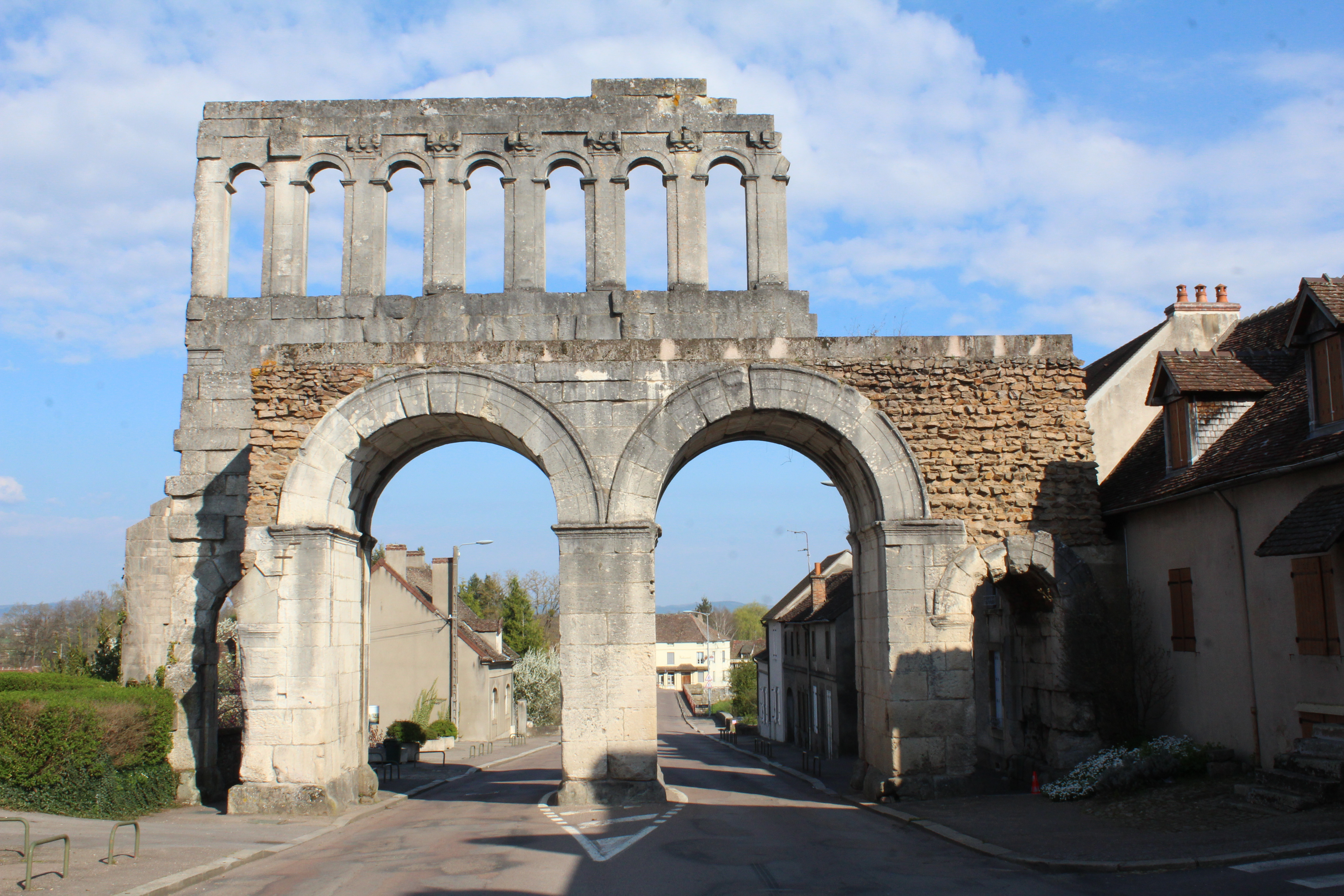
Porte d'Arroux

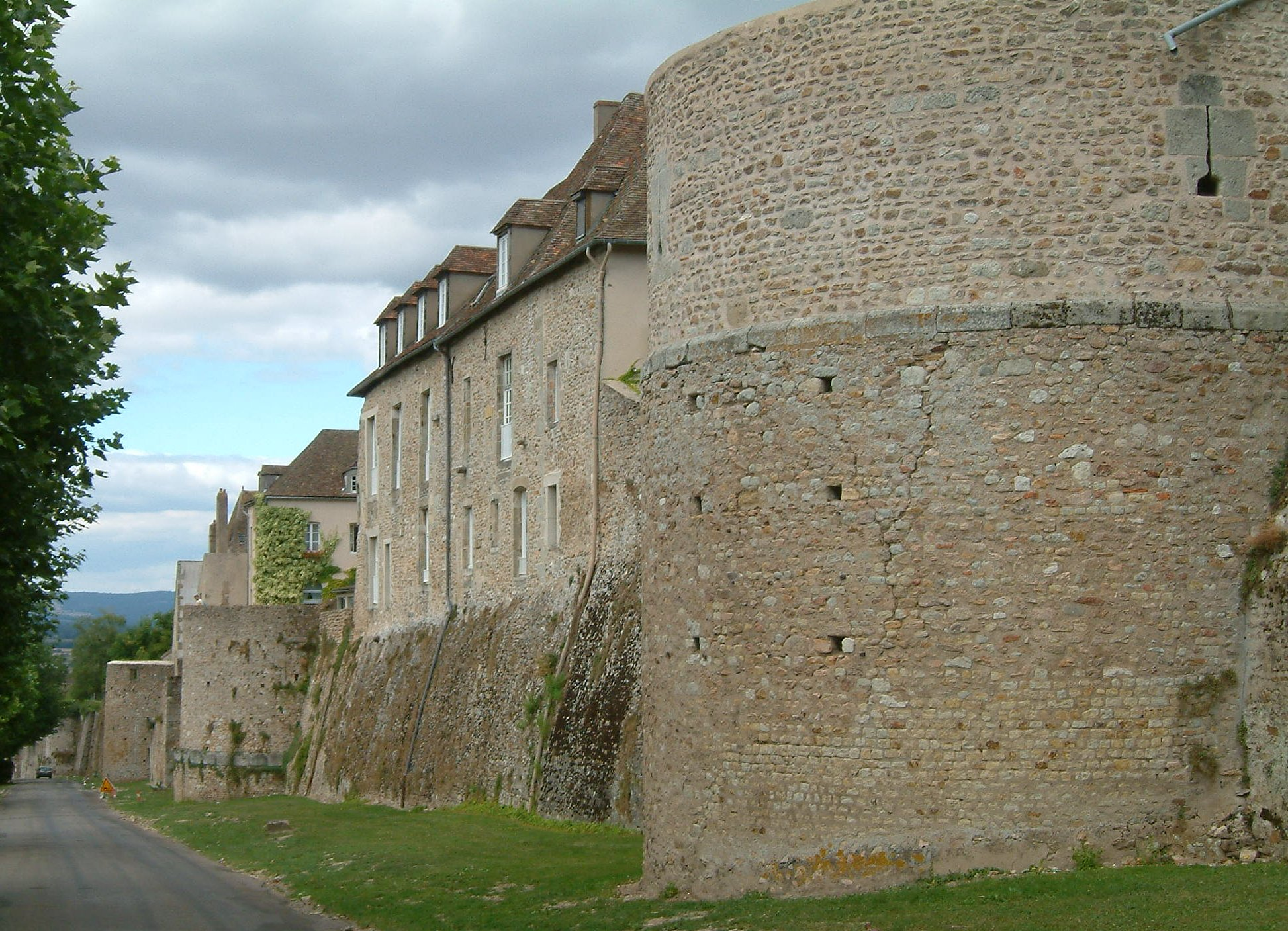
Gallo-römische Stadtmauer

Die in der Provinz Gallia Lugdunensis gelegene Stadt wurde in den Jahren 16–13 v. Chr. auf Geheiß des Kaisers Augustus am Atuvaros (Arroux) gegründet. Sie lag an einer der Hauptverbindungsstraßen der Haeduer, deren wichtigster Ort das etwa 20 km westlich gelegene Bibracte war, dessen Einwohner jedoch allmählich in die neu gegründete Stadt umsiedelten. Die Straße verband Bibracte mit Cavillonum (Chalon-sur-Saône). Rom wollte mit dieser Gründung wohl seine Macht demonstrieren und das ehemals mächtige Oppidum von Bibracte schwächen. Die später zur Civitas Aeduorum, Hauptstadt der Haeduer, aufgestiegene Stadt, wurde zu einem administrativen, wirtschaftlichen, politischen und geistigen Zentrum römischer Macht ausgebaut. Augustodunum ersetzte Bibracte an Bedeutung, das noch für Caesar (de bello Gallico 1,23; 7,55,63) und Strabon (4,192) die älteste und bedeutendste Stadt der Haeduer war. Keine Stadt, mit Ausnahme von Lugdunum (Lyon), konnte mit Augustodunum, das der Titel soror et aemula Romae („Schwester und Rivalin von Rom“) schmückte, verglichen werden. Im 2./3. Jahrhundert wurde Augustodunum von einer gut 6 km langen Stadtmauer mit 54 halbrunden Türmen umgeben. Am 18. Januar 350 wurde in der Stadt der römische Gegenkaiser Flavius Magnus Magnentius ausgerufen. 
Im Jahr 21 n. Chr. versetzte ein Aufstand unter dem Haeduer Iulius Sacrovir die Stadt in Angst; nach einer Niederlage gegen römische Truppen beging dieser jedoch noch im selben Jahr Selbstmord.
Die Stadt lebte von Geldern aus Rom und vom Handel, aber auch von der Keramikherstellung, denn bei den Ausgrabungsarbeiten wurden zahlreiche Töpfereien mit Brennöfen gefunden.

## Baudenkmäler
Siehe auch: Liste der Monuments historiques in Autun
aus der gallo-römischen Zeit:
- Stadtmauer: auf römischen Fundamenten errichtet
- antike Stadttore Porte d’Arroux und Porte Saint-André
- sogenannter Janustempel: wurde irrtümlicherweise dem Gott Janus zugeordnet; eine Tafel an dem Gebäude präzisiert: „Die besondere Form des Tempels, fanum genannt, ist gallischen Ursprungs, nur die Steinmetztechnik ist römisch und datiert aus dem 1. Jahrhundert n. Chr. Der Name Janus wurde falsch mit dem Tempel assoziiert, als im 16. Jahrhundert der Historiker Pierre de Saint-Julien den Namen des Ortes (frz. la Genetoye) interpretierte. Tatsächlich bezeichnete dieser Ortsname eine Lokalität, wo Ginstersträuche (Cytisus Genista) wuchsen. Die Gottheit, die hier verehrt wurde, ist bis heute völlig unbekannt.“ (Übers. aus dem englischen Text der Schautafel)
- römisches Theater mit einem Durchmesser von 148 m und ca. 15.000 Zuschauerplätzen; die Orchestra sowie einige Ränge wurden freigelegt
- ein zweites Theater befindet sich beim Janustempel
- römisches Amphitheater

## Christliche Überlieferung
Gemäß einer Überlieferung erlitt Bischof Reverianus im Jahr 273 vor den Toren der Stadt den Märtyrertod.